# Bastille
A Bastille egy párizsi erőd, majd börtön volt, melynek hivatalos elnevezése 232-es számú Bastille Saint-Antoine volt, s ami ma leginkább az 1789. július 14-ei Bastille ostromáról nevezetes, amelyhez a francia forradalom kezdete köthető. Az eseményt egy évvel később megünnepelték, amely Fête de la Fédération (Szövetség ünnepe) néven vonult be a történelembe. Franciaország nemzeti ünnepét az 1880. július 6-án elfogadott törvény értelmében július 14-én tartják. A Bastille francia szó jelentése erődítmény. Határozott névelővel (franciául la Bastille, magyarul a Bastille) a párizsi börtönre utal. Az erőd bontási munkája több mint egy éven át tartott. Pierre-François Palloy építési vállalkozó és kőműves mester műhelyében a Bastille köveiből emlékszobrocskákat, valamint emlékplaketteket faragott, és ezeket szétküldte az ország minden részébe.

## A kezdetek
A Bastille-t a százéves háború alatt építették V. Károly francia király uralkodása alatt. 1369-ben rendelte az erőd építését, amely 1383-ban készült el, és a Bastion de Saint-Antoine nevet kapta. A Bastille eredetileg a "Saint-Antoine kapu" volt, amit 1370 és 1383 között erőddé szélesítettek ki, hogy megvédje Párizs keleti végét és az Hôtel Saint-Pol királyi palotát. A háború után kezdték börtönként használni. XIII. Lajos volt az első francia király, aki rabot küldött ebbe a börtönbe.

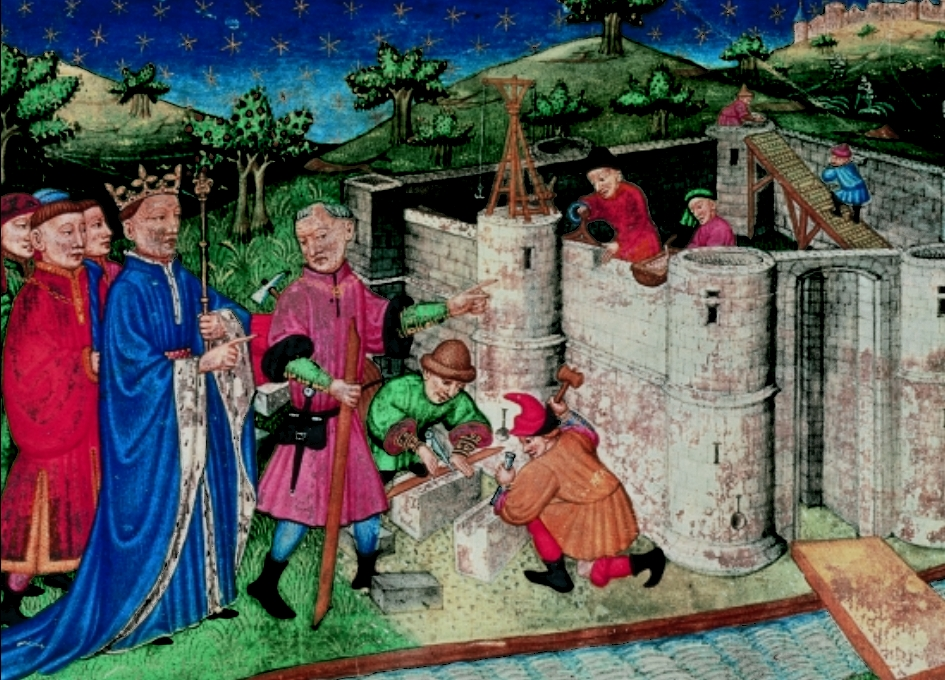
A Bastille építése a 14. században

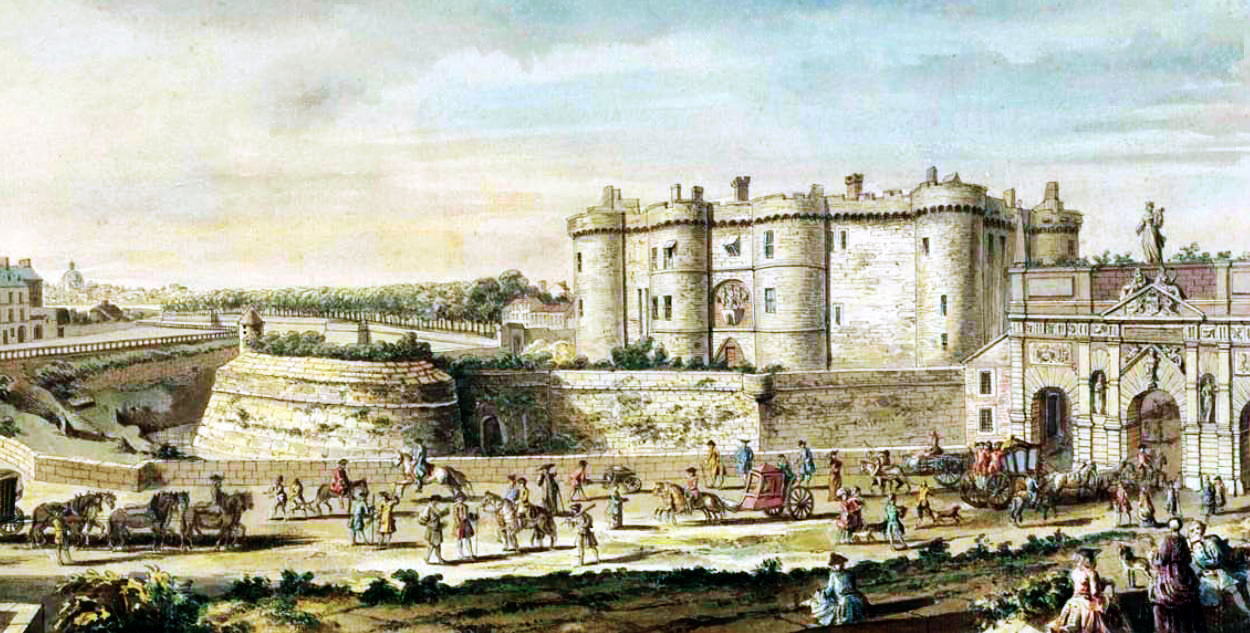
Az erődbörtön 1715-ben

A Bastille szabálytalan négyszögben épült 8 darab ötemeletes tornyával, 66 méteres hosszúságával, 30 méteres szélességével, a tornyok és falak 24 méteres magasságával, széles várárokkal körbevéve. Eredetileg két udvara volt belül, és a falak mentén lakóépületeket hoztak létre. A keleti és nyugati toronypárok kapuként szolgáltak a Saint-Antoine utca fölött. Az 1400-as években ezeket lezárták, és egy új városkaput emeltek az északi oldalon, a mai "rue de la Bastille" oldalán. A keleti oldalon lévő bástyákat később építették. Az épület legfontosabb védelmi vonása az volt, hogy a falak és a tornyok azonos magasságúak voltak, és ezeket széles teraszok kötötték össze egymással. Ez lehetővé tette a katonák számára a gyors közlekedést a falak tetején, anélkül, hogy le kellett volna mászniuk. A tüzérség is nagy hasznát vette a vár ezen tulajdonságának. Hasonló szerkezetet láthatunk ma a dél-franciaországi Tarascon várban.
Számos, főleg a francia forradalom idején a zsarnokság szimbólumaként feltüntetett Bastille-ábrázoláson az épület hatalmas, mintegy fenyegető monolitként van ábrázolva, ezzel szemben az erőd közel sem volt olyan nagy méretű, mint ahogy azt, nyilván a közhangulat fokozása miatt ábrázolták. Az erőd a méretei alapján nagyjából egy lakóháznak felelt meg.

## Börtönként

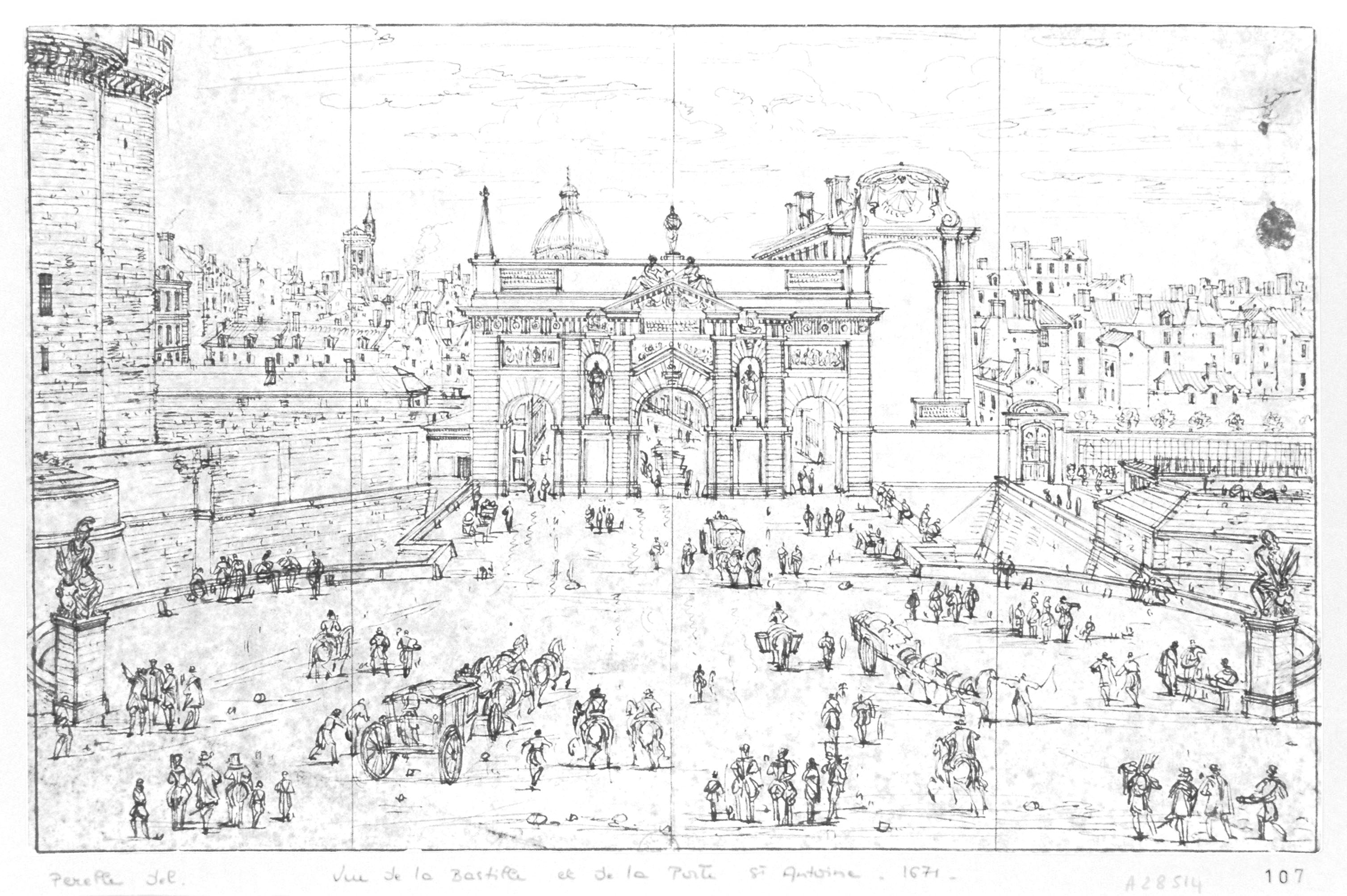
A börtön kapuja (Porte Sainte-Antoine) 1671-ben

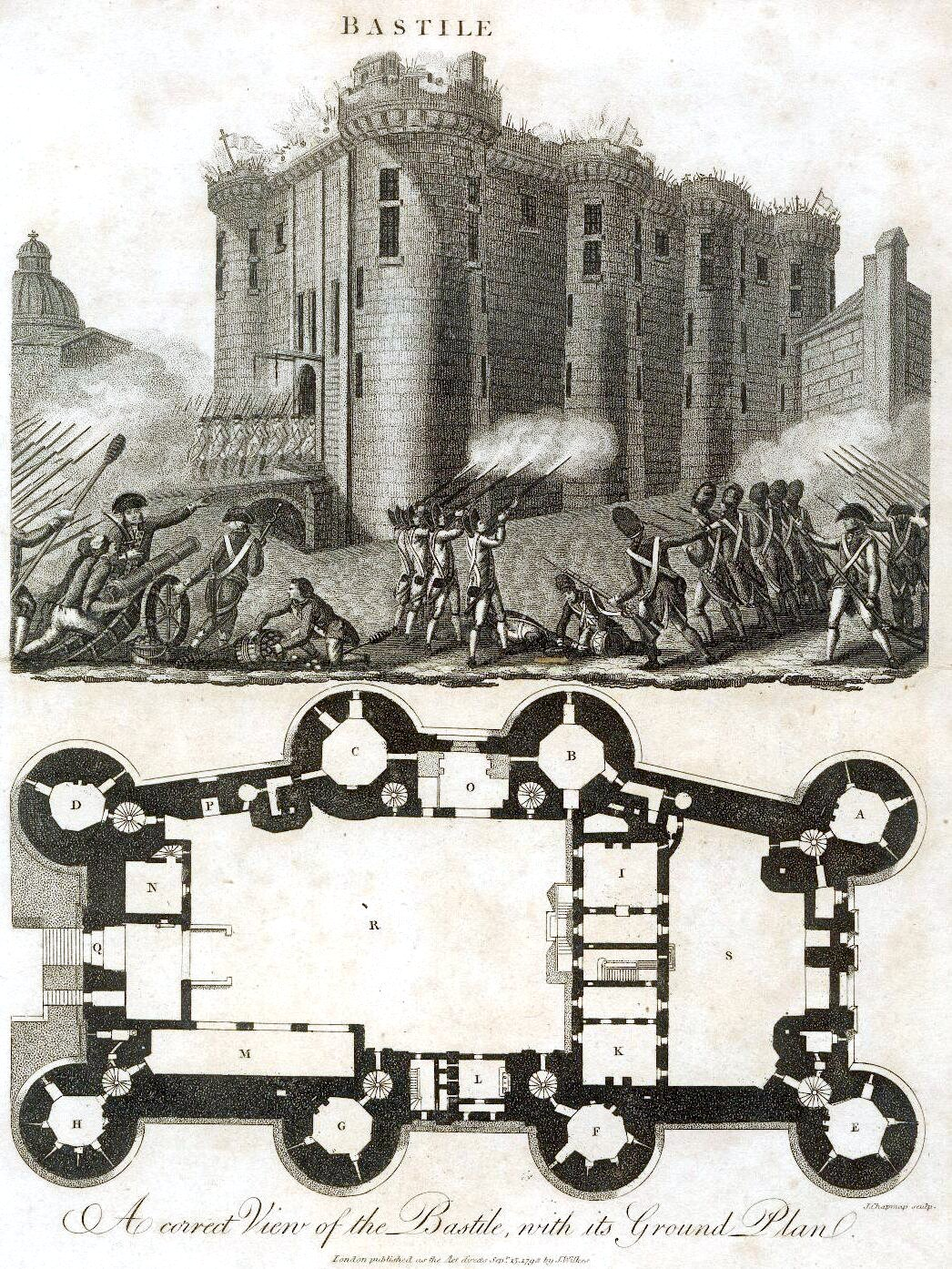
A Bastille alaprajza

A börtönbe kezdetben előkelő politikai foglyokat, főnemesi összeesküvőket zártak, majd később köztörvényes bűnözőket tartottak fogva. Többek között hamisítókat, sikkasztókat, szélhámosokat, csalókat, párbajozókat, engedetlen katonatiszteket, és olyan embereket, akiket vallási okokból találtak bűnösnek, például protestánsokat (hugenottákat). Azok is ide kerültek, akik tiltott dolgokról írtak röpiratokat.
Mivel magas rangú személyek is tartózkodtak a börtönben, az távolról sem volt olyan borzasztó hely, mint a többi párizsi börtön. 1776-ban megtiltották a láncok és földalatti cellák használatát, megszüntették a kínvallatást, a foglyok pedig vendégeket fogadhattak, olvashattak, írhattak. Cellájukat maguk rendezhették be, és inasukat is magukkal hozhatták, az előkelőbbek a kormányzó asztalánál étkezhettek, a megbízhatóbb foglyok pedig néhanapján Párizsba is kimehettek. Volt rá eset, hogy a foglyok saját biliárdasztalt hozattak a börtönbe. A szegényebb foglyokról az állam gondoskodott, amely napi 10 livre-t folyósított nekik, és az ebből el nem költött összeget a szabadulás után kézhez vehették. A Bastille befogadóképessége 42 fő volt, ám XIV. Lajos francia király uralkodásának idejére mindössze évi átlag tizenhat fogoly lakott itt, akiknek egyharmada újságíró volt.
Rossz hírét az épületet övező titokzatosságnak köszönhette. A börtönbe olyanokat vittek, akiket királyi elfogatóparancs alapján tartóztattak le, ezeken pedig nem tüntették fel a letartóztatás okát, és a szabadulás várható idejét. Így a bentlakók a király foglyainak számítottak, akiknek ügye nem tartozott a nyilvánosságra, az emberek pedig sem tudhattak semmit a Bastille-ban fogva tartás körülményeiről. A foglyok szabadulásuk után rendszerint jelentősen eltúlozták a börtönben uralkodó állapotokról szóló beszámolóikat, magukat mintegy mártírként tüntetve fel.

## Az épület ostroma

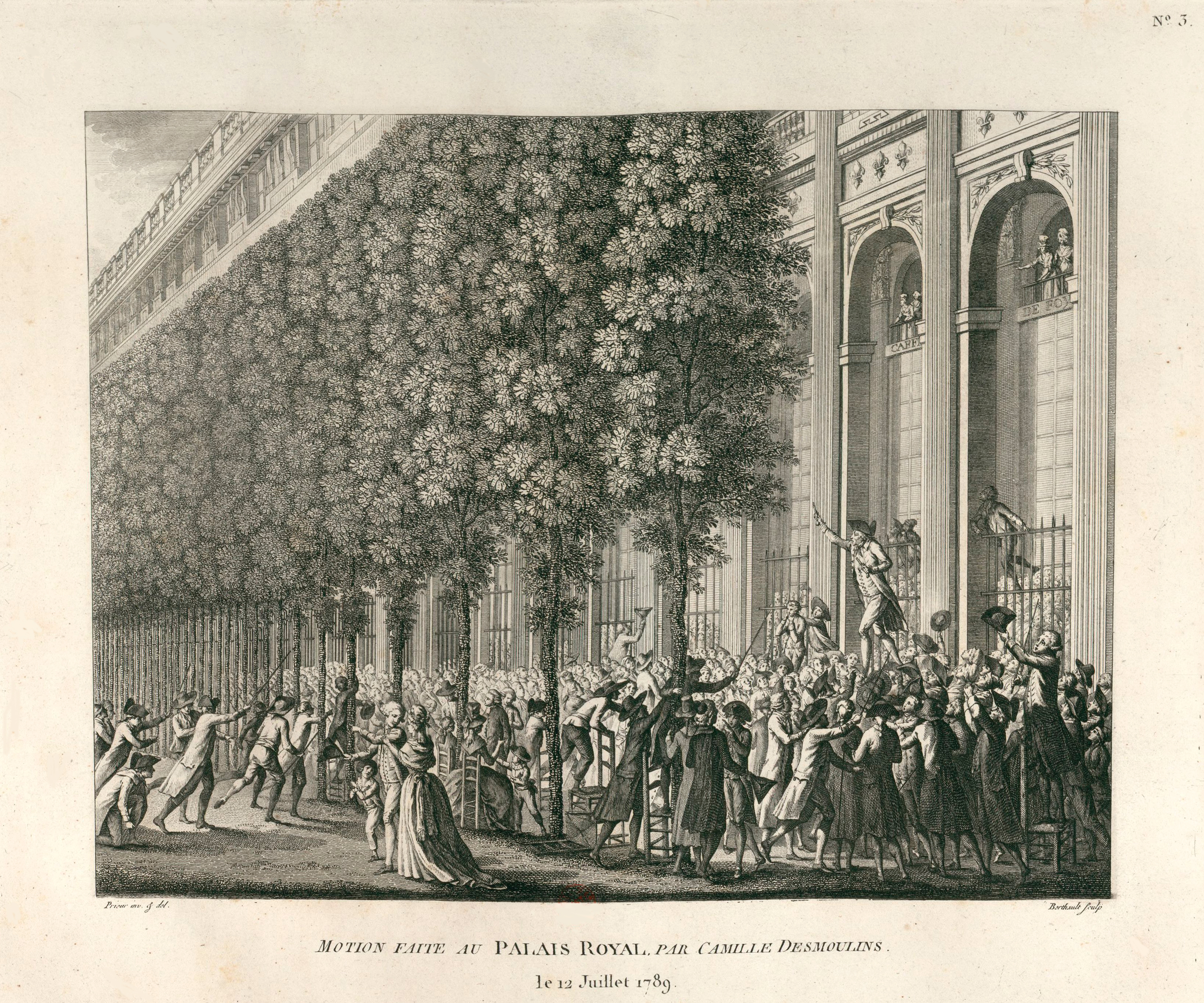
Camille Desmoulins fegyverbe szólítja a népet a Palais Royal téren 1789. július 12-én

1789. július 12-én, a Palais Royal téren Camille Desmoulins egy fiatal ügyvéd hirtelen támadt bátorsággal felállt egy székre, mindkét kezében egy-egy pisztollyal és az ott összegyűlt polgárokat fegyverbe szólította. Gyújtó hangú beszédben arra biztatta őket, hogy egy lehetőség maradt számukra, fegyvert kell szerezniük. Viseljenek kokárdát javasolta a tömegnek, hogy a párizsi nép felismerje őket. Ekkor a remény zöldjét választották és falevelet tűztek a kalapjukra. Később 13-ról július 14-re virradó éjjel végül a kék–fehér–piros trikolór lett a jelvényük. 
Az újságok által feltüzelt párizsiak néhány napos lázongást követően, július 14-én azért ostromolták meg a Bastille-t, mert falai mögött puskaport tároltak. A párizsi hadsereg július 12-én éjszaka szállított át 250 hordónyit az állami raktárból, mivel biztonságosabbnak ítélték a magas falú börtönt. Az emberek mindössze ezt követelték, számos szóbeszédtől megrettenve. A foglyok kiszabadításáról szóló későbbi történetek tehát csak legendák. Az általános helyőrség mintegy 80 invalidusból (rokkant veterán katonák) állt Bernard-René de Launay kormányzó irányítása alatt. Őket azonban kiegészítették a svájci regiment 32 zsoldos gránátosával, akiket röviddel július 14-e előtt rendelt be az országba az uralkodó.

Bastille ostroma (Prise de la Bastille), Jean-Pierre-Louis-Laurent Houel képe

Egy körülbelül ezer fős tömeg gyűlt össze reggel tájt a börtön falai előtt, a fegyverek és a lőszer átadását követelve. Az emberek által kiválasztott két főt meghívták az erődbe, és hosszadalmas alkudozás vette kezdetét.
Kora délután a tömeg betört az őrizetlenül hagyott külső udvarba, leszakították a felvonóhíd láncait, és benyomultak a belső udvarba. Hirtelen lövöldözés kezdődött. Röviddel ezután a nép erősítést kapott a királyi hadsereg zendülő gárdistáitól két ágyú kíséretében. De Launay tűzszünetet rendelt el, és a felsőbb parancsot megtagadva megadta magát, így a forradalmárok fél nyolc körül elfoglalták az erődöt.
Amikor a lázadók bejutottak a Bastille belsejébe, összegyűjtötték a golyókat és a puskaport fegyvereik megtöltéséhez, és kiszabadították a bent tartózkodó hét rabot (amit csak az ajtók betörésével tehettek, mivel a kulcsokat rég elvitték más forradalmárok, és azokkal parádéztak az utcákon). A hét kiszabadított fogoly közül négyen váltóhamisítók voltak, ketten elmebetegek, a hetediket pedig a szexuális perverziói miatt zárták ide. Később a kormányzót és a Bastille őrségének néhány tagját kaotikus körülmények között megölték (a kormányzót leszúrták, majd lelőtték), annak ellenére, hogy azok fegyverszünetet kértek. Az őrök fejét, köztük Launay-ét is lándzsára szúrva mutogatták az italozástól mámoros felbőszült „forradalmárok”.

## Lerombolása

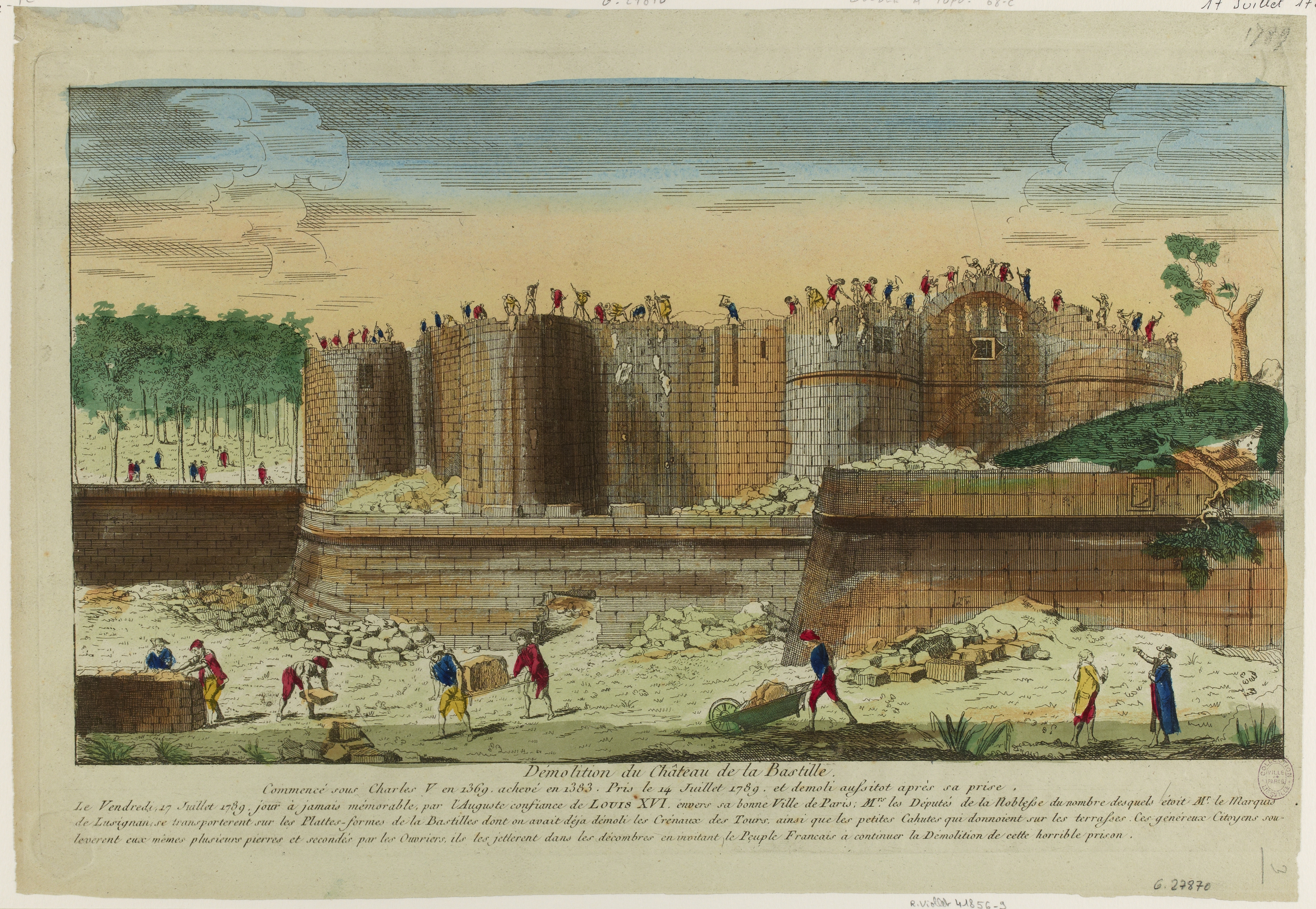
A Bastille lerombolása

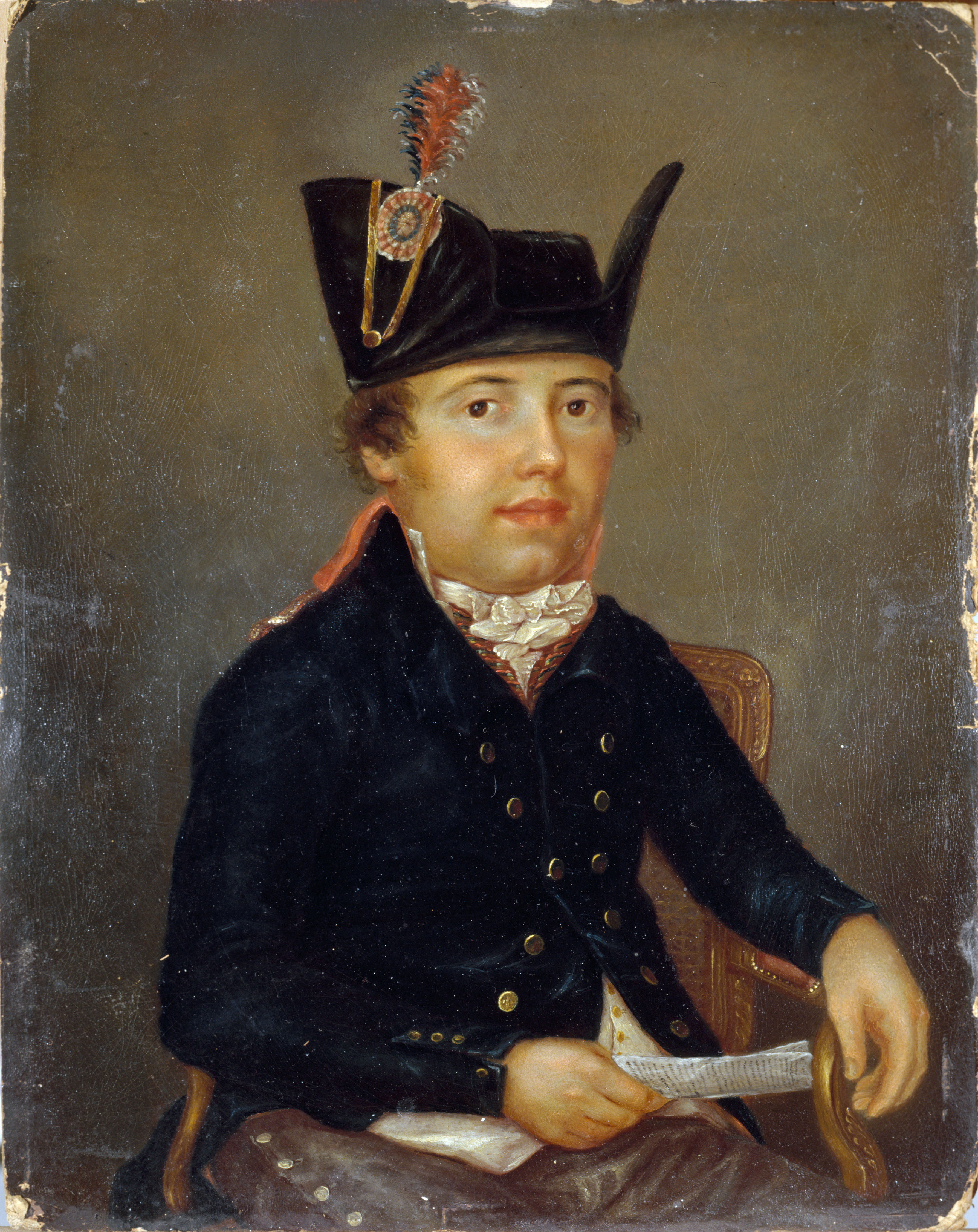
Pierre-François Palloy (Patriote Palloy) építési vállalkozó

A Bastille könnyű propagandára adott lehetőséget, elsősorban a feltűnő Pierre-François Palloy építési vállalkozó számára. A volt börtön sorsa ez idő tájt rendkívül bizonytalan volt, azonban Palloy nem habozott megszervezni egy olyan csoportot, amely kész volt lerombolni az előző rendszer egyik szimbólumát. Az elkövetkező néhány napban számos híresség látogatott el az erődítményhez, amely úgy tűnt, emlékműként végzi. Ám Palloy engedélyt szerzett az ideiglenesen felállított rendelkező szervektől és gyorsan átvette az irányítást.
Palloy tisztességes fizetést biztosított egyre növekvő számú csapata számára. Mindenre kiterjedt a hatalma a munkával kapcsolatban, még a helyszínen történő gyilkosságok megtorlását célzó akasztásokra is. Nagy energiát fektetett abba, hogy olyan látványosságot hozzon létre, amely anyagilag megtérül. Nagy számban állítottak elő szuveníreket és „Bastille-köveket”. 1790 februárjára az épületet nagyjából eltakarították.

## Mai területe

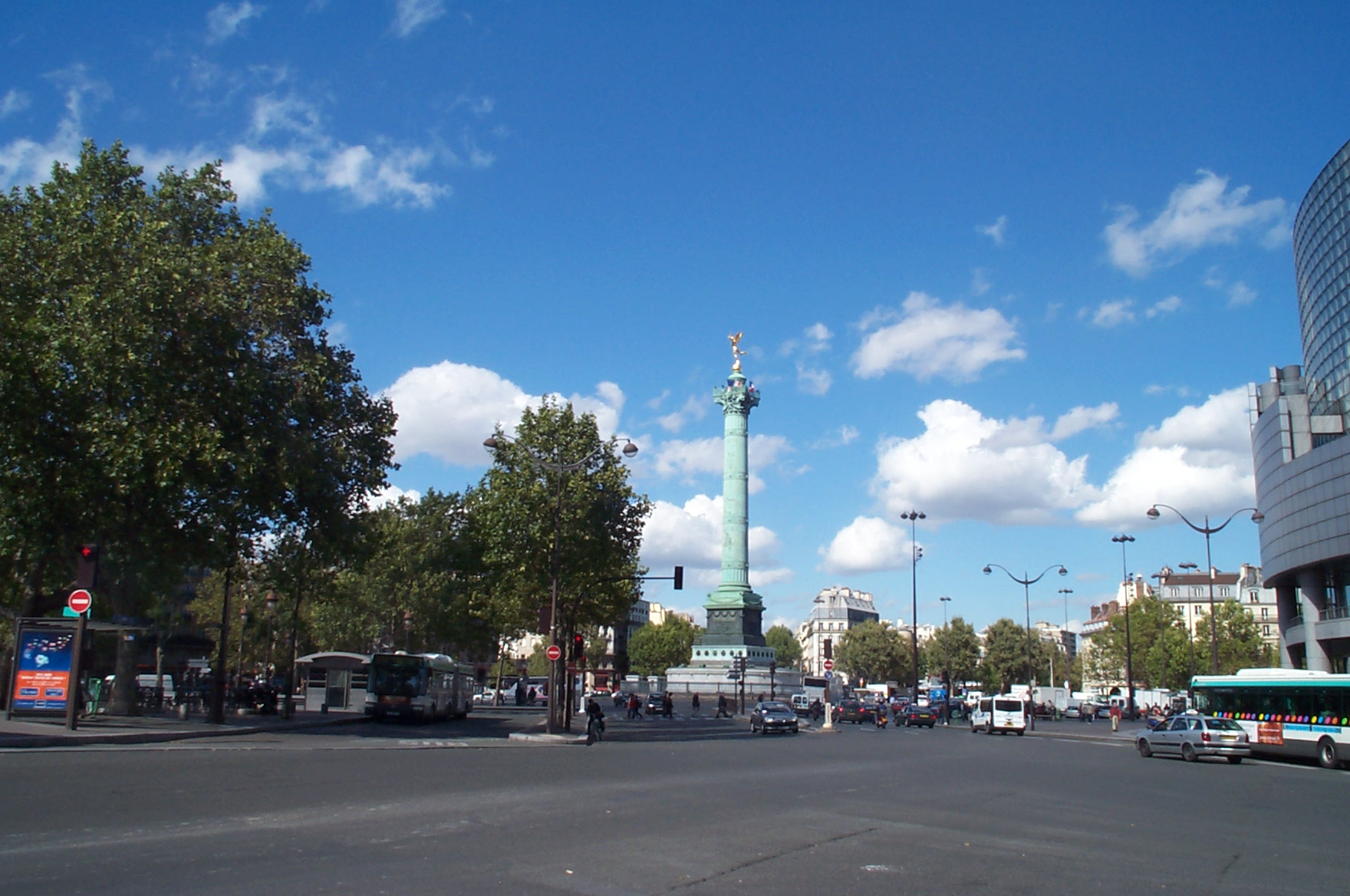
A Bastille-ról elnevezett tér Párizsban, jobbra a Bastille operával

Az egykori erődítmény helyszínét ma „Place de la Bastille”-nak nevezik. Itt található a Bastille-ról elnevezett operaház (Opéra Bastille) és a Július-oszlop. Az egykori várárkot átalakították egy kis kikötővé és a Szent Márton-csatornává (Canal Saint Martin), amely teljes hosszában le van fedve.
Az erődítmény egyik tornyának maradványaira rátaláltak a párizsi metró építése során 1899-ben. Ezeket visszaszállították a parkba, pár száz méterre az eredeti helyszíntől, ahol mindenki számára megtekinthetők. A környező járdákon mindenhol jelölik a várfal vonalát. Egy kávézó és néhány üzlethelyiség a volt börtön egykori területén van, a rue Saint-Antoine is közvetlenül rajta halad át.

## Híres rabok
- De Sade márki
- Vasálarcos ember
- Nicolas Fouquet
- Voltaire
- Giuseppe Balsamo, Cagliostro gróf
- Louis René de Rohan bíboros, hercegérsek

## Prózában
- Rochefort grófja (A három testőr egyik mellékszereplője, a Bastille-ban raboskodott öt évig.)
- Alexandre Manette (Dickens Két város regénye című regényének egyik szereplője 18 évig raboskodott a Bastille-ban.)
- Madame Thénardier (A nyomorultak szereplője a börtönben hal meg.)

## A pop kultúrában
- A Rush egyik dala, „Bastille Day”, a Bastille ostromáról szól.